# 2. ŽNL Virovitičko-podravska 2010./11.
Ovaj članak je podtema članka: 6. rang HNL-a 2010./11.

2. ŽNL Virovitičko-podravska u sezoni 2010./11. je predstavljala ligu drugog stupnja županijske lige u Virovitičko-podravskoj županiji, te ligu šestog stupnja hrvatskog nogometnog prvenstva. 
 
Sudjelovalo je 14 klubova, a ligu je osvojio "Standard" iz Nove Šarovke.   

## Ljestvica
| mj. | klub                   | ut. | pob. | ner. | por. | gol+ | gol- | bod | bod- |
| --- | ---------------------- | --- | ---- | ---- | ---- | ---- | ---- | --- | ---- |
| 1.  | Standard Nova Šarovka  | 26  | 17   | 6    | 3    | 80   | 30   | 57  |      |
| 2.  | Mladost Miljevci       | 26  | 14   | 7    | 5    | 54   | 34   | 49  |      |
| 3.  | Sveti Đurađ            | 26  | 13   | 7    | 6    | 67   | 44   | 46  |      |
| 4.  | Podgorje               | 26  | 13   | 5    | 8    | 55   | 40   | 44  |      |
| 5.  | Graničar Okrugljača    | 26  | 12   | 4    | 10   | 86   | 87   | 40  |      |
| 6.  | Sloga Zdenci           | 26  | 11   | 7    | 8    | 62   | 52   | 40  |      |
| 7.  | Bušetina 1947          | 26  | 10   | 6    | 10   | 48   | 47   | 36  |      |
| 8.  | Mladost Vukosavljevica | 26  | 10   | 5    | 11   | 54   | 54   | 35  |      |
| 9.  | Slavonija Sladojevci   | 26  | 9    | 6    | 11   | 47   | 57   | 33  |      |
| 10. | Turnašica              | 26  | 9    | 5    | 12   | 52   | 58   | 32  |      |
| 11. | Mladost Čađavica       | 26  | 8    | 4    | 14   | 50   | 61   | 28  |      |
| 12. | Grabić                 | 26  | 8    | 2    | 16   | 41   | 61   | 24  | -2   |
| 13. | Mladost Bakić          | 26  | 6    | 4    | 16   | 27   | 69   | 22  |      |
| 14. | Tehničar Cabuna        | 26  | 6    | 4    | 16   | 38   | 87   | 22  |      |

## Rezultatska križaljka
| kratica | klub                   | BUŠ | GRAB | GRAN | MLAB | MLAČ | MLAM | MLAV | POB | SLA | SLO | STA | SVEĐ | TRH | TUR |
| --- | ---------------------- | --- | ---- | ---- | ---- | ---- | ---- | ---- | --- | --- | --- | --- | ---- | --- | --- |
| BUŠ | Bušetina 1947          |     |      |      |      |      |      |      |     |     |     |     |      |     |     |
| GRAB | Grabić                 |     |      |      |      |      |      |      |     |     |     |     |      |     |     |
| GRAN | Graničar Okrugljača    |     |      |      |      |      |      |      |     |     |     |     |      |     |     |
| MLAB | Mladost Bakić          |     |      |      |      |      |      |      |     |     |     |     |      |     |     |
| MLAČ | Mladost Čađavica       |     |      |      |      |      |      |      |     |     |     |     |      |     |     |
| MLAM | Mladost Miljevci       |     |      |      |      |      |      |      |     |     |     |     |      |     |     |
| MLAV | Mladost Vukosavljevica |     |      |      |      |      |      |      |     |     |     |     |      |     |     |
| POD | Podgorje               |     |      |      |      |      |      |      |     |     |     |     |      |     |     |
| SLA | Slavonija Sladojevci   |     |      |      |      |      |      |      |     |     |     |     |      |     |     |
| SLO | Sloga Zdenci           |     |      |      |      |      |      |      |     |     |     |     |      |     |     |
| STA | Standard Nova Šarovka  |     |      |      |      |      |      |      |     |     |     |     |      |     |     |
| SVEĐ | Sveti Đurađ            |     |      |      |      |      |      |      |     |     |     |     |      |     |     |
| TEH | Tehničar Cabuna        |     |      |      |      |      |      |      |     |     |     |     |      |     |     |
| TUR | Turnašica              |     |      |      |      |      |      |      |     |     |     |     |      |     |     |
| |                        |     |      |      |      |      |      |      |     |     |     |     |      |     |     |
| podebljan rezultat - utakmice od 1. do 13. kola (1. utakmica između klubova) rezultat normalne debljine - utakmice od 14. do 26. kola (2. utakmica između klubova) rezultat nakošen - nije vidljiv redoslijed odigravanja međusobnih utakmica iz dostupnih izvora rezultat smanjen * - iz dostupnih izvora nije uočljiv domaćin susreta prekrižen rezultat - poništena ili brisana utakmica p - utakmica prekinuta 3:0 p.f. / 0:3 p.f. - rezultat 3:0 bez borbe n.i. - nije igrano |                        |     |      |      |      |      |      |      |     |     |     |     |      |     |     |

 Izvori: 

## Vanjske poveznice
- znsvpz.hr, Županijski nogometni savez Virovitičko-podravske županije